# El Cata
Edward E. Bello Pou, plus connu sous le nom El Cata, est un chanteur et auteur-compositeur dominicain né et ayant grandi à Barahona. Il commence sa carrière en 1999, mais c'est en 2009 que son premier album officiel lui apporte une notoriété avec notamment le titre Loca Con Su Tiguere, qui sera repris en 2010 par Shakira.           

## Carrière
Il a enregistré plusieurs albums promotionnels depuis 1999, année où il a commencé sa carrière, mais ne sont pas considérés comme des albums officiels d'El Cata et ne sont plus disponibles. En 2009, il sort son premier album officiel El Malo par Allegro (Planet Records), qui inclut les singles Loca Con Su Tiguere, Pa 'la Esquinita et El Que Brilla Brilla. En 2010, il participe à l'album Armando de Pitbull. La même année, Shakira interprète Loca Con Su Tiguere sous le titre Loca auquel il participe, ainsi que sur Rabiosa de l'album Sale el Sol de Shakira.

## Discographie

### Single & albums
| Année     | Single                                                                                      | Album                                           |
| --------- | ------------------------------------------------------------------------------------------- | ----------------------------------------------- |
| 2008      | Loca Con Su Tiguere                                                                         | El Malo (label Allegro / Planet Records)        |
| 2009      | Pa 'la Esquinita                                                                            | El Malo (label Allegro / Planet Records)        |
| 2009      | El Que Brilla Brilla                                                                        | El Malo (label Allegro / Planet Records)        |
| 2011      | Colesterol de Amor                                                                          | El Representante Del Género (label M. 305 Inc.) |
| 2012-2016 | No Me Duele ; Como Te Olvido ; Ella Quiere ; Burlao-Rap ; El Que Tiene Calle ; Bucandome To | El Tigre (Label : Los Duenos Del Negocio Inc.)  |

### Participations
| Année | Single                                                                             | Album         |
| ----- | ---------------------------------------------------------------------------------- | ------------- |
| 2009  | Ella Quiere Coro Conmigo (Remix) (Yenz ft El Cata)                                 |               |
| 2010  | Watagatapitusberry (Pitbull ft Lil Jon, Sensato del Patio, Black Point et El Cata) | Armando       |
| 2010  | Loca (Shakira ft El Cata)                                                          | Vente el Sol  |
| 2011  | Rabiosa (Shakira ft El Cata)                                                       | Vente el Sol  |
| 2011  | Wanna be Yours (PW ft El Cata)                                                     |               |
| 2012  | Sobredosis (Kat DeLuna ft El Cata)                                                 | Viva Out Loud |